# Byun Ho-young
Byun Ho-Young (변호영?; 19 ottobre 1945) è un ex calciatore sudcoreano, di ruolo portiere.

## Carriera

### Nazionale
Tra il 3 luglio e l'11 novembre del 1977 ha giocato 5 partite di qualificazione ai Mondiali del 1978, nel corso delle quali ha subito 6 reti.